# 歡迎來到性愛開放世界！
《歡迎來到性愛開放世界！》（日語：セックスアンダーワールドへようこそ！）是MOONSTONE Cherry在2019年9月27日發售的戀愛冒險類型成人遊戲。同名小說由田中珠撰寫，於2020年2月14日由出版社PARADIGM發行。2021年5月28日發售續作《歡迎來到性愛地下世界！》。

## 故事
瀨島晴哉在無意間被傳送到有不同種族存在的異世界「ローレンタイド」，他也因此意外成為當地傳說中的勇者。此時來自世界各地的少女們，為了完成各自使命需要勇者的血脈而陸續找上晴哉。

## 角色
瀨島晴哉
本作的男主角。住在東京畢業於料理學校的20歲青年，在來到異世界後便在餐廳「狼のやすらぎ亭」擔任廚師。

來自東方島國秋津島的武士。由於身負皇命為此花費三年時間來到エッセンバウム尋找勇者。

來自ヴァルハラ帝國的最強騎士，擔任第一皇女護衛騎士團長。

來自妖精王國エルフヘイム的公主。
（聲優：花澤さくら）
來自スメリアン的半神少女。
真木柱夕奈（聲優：大和桜）
來自女性自治都市葦原的妖狐占卜師。

ローレンシア共和國首都エッセンバウム的居民，與父親一起在家中經營餐廳「狼のやすらぎ亭」。

アンナ的姊姊，世界最大劇場「黃金劇場」的舞孃。

## 主題曲
片頭曲
作詞：天ヶ咲麗，作曲、編曲：橋咲透，主唱：茶太、Rin

## 評價
《歡迎來到性愛開放世界！》在萌系遊戲大賞2019中獲得色情系作品獎PINK的金獎。

## 外部連結
- 官方網站 （页面存档备份，存于）（日語）
- 英文版官方網站 （页面存档备份，存于）（英文）
- 《歡迎來到性愛開放世界！》在視覺小說數據庫的頁面 （英文）